# 86街車站 (BMT第四大道線)
86街車站（英語：86th Street station）是紐約地鐵BMT第四大道線的一個地鐵站，位於布魯克林灣脊區86街及第四大道交界，設有R線（任何時候停站）列車服務。

## 車站結構
| G  | 街道層             | 出入口                                    |
| B1 | 夾層               | 閘機、車站詢問處                          |
| B2 | 北行               | 往森林小丘-71大道（深夜時白廳街）（77街） |
| B2 | 島式月台，左側開門 |                                           |
| B2 | 南行               | 往95街（總站）                            |

此地下車站在1916年1月15日啟用，是BMT第四大道線最初的總站，直至1925年10月25日灣脊區-95街啟用為止。此站設有一個島式月台和兩條軌道。

## 外部連結
- nycsubway.org—BMT 4th Avenue: 86th Street
- Station Reporter — R Train
- The Subway Nut — 86th Street Pictures（页面存档备份，存于）
- 86th Street entrance from Google Maps Street View（页面存档备份，存于）
- 85th Street entrance from Google Maps Street View（页面存档备份，存于）
- Platform from Google Maps Street View （页面存档备份，存于）